# Tetraconodontinae
Tetraconodontinae — вимерла підродина родини свиней (Suidae). Скам'янілості були знайдені в Африці та Азії.